# Vass Tibor (navigációs mérnök)
Vass Tibor (Salgótarján, 1956. október 16. –) navigációs mérnök, a Magyar Jacht Akadémia vezető oktatója és kutatója.

## Fő oktatási területei
- hivatásos tengerészek képzése a BME Hajózási Főiskolai Szakán
- felsőfokú hajózási technikusok oktatása (Magyar Hajózási Szakgimnázium és Szakközépiskola)
- tengeri kedvtelési célú IV–I. osztályú kishajóvezetői képzés a Magyar Jacht Akadémián
- tengeri rádiókezelői (GMDSS/ROC) képzés a Magyar Jacht Akadémián

## Kutatási területei
- 1978 – csillagászati navigációs számítási eljárások számítógépes algoritmusai
- 1981 – tengeri hajók navigációs központjának tervezése
- 1986 – tengeri navigáció számítógépes automatizálása
- 1993 – tengeri kishajók építési eljárásai
- 1996 – tengeri kishajó-vezetők elméleti képzésének módszerei (partmenti hajózás)
- 1997 – tengeri kishajó-vezetők elméleti képzésének módszerei (nyílttengeri hajózás)
- 1998 – történelmi hajóutak ellenőrzési eljárásai
- 2000 – 2000. évi Odüsszeusz Expedíció
- 2002 – a tengeri kikötői manőverek elméleti és gyakorlati oktatásának módszerei
- 2003 – tengeri havária-elhárítási képzés elméleti és gyakorlati módszerei
- 2003 – tengeri túléléstechnikai képzés elméleti és gyakorlati módszerei
- 2004 – tengeri kishajó-vezetők gyakorlati képzésének módszerei a szkipper tréning programja szerint
- 2005 – tengeri kishajó-vezetők gyakorlati képzésének módszerei a kapitány tréning programja szerint
- 2006 – GPS-kezelő képzés elméleti és gyakorlati módszerei
- 2007 – radarkezelői képzés elméleti és gyakorlati módszerei
- 2008 – tengeri szoftverkezelői képzés elméleti és gyakorlati módszerei
- 2009 – a tengeri rádiózás elméletének oktatási módszere
- 2010 – a tengeri rádiózás oktatási módszerei rádiószimulátor használatával
- 2011 – a tengeri rádiózás kommunikációs oktatásának módszerei
- 2012 – tengeri kishajóvezetők gyakorlati képzési módszereinek korszerűsítése
- 2013 – Odüsszeusz útvonalának felülvizsgálata és az új eredmények gyakorlati ellenőrzése
- 2013 – Odüsszeusz Expedíció 2.0
- 2013 – az Odysseus Project elindítása

## Életpálya

### tanulmányai
- 1971–75 között budapesti hajózási szakközépiskola
- 1975–81 között a 6 éves Odesszai Tengerészeti Egyetem tengeri hajóvezetői karán szerzett kitüntetéses navigációs mérnöki oklevelet
- 1986–9? között levelező aspiráns (Odessza), kandidátusi disszertációjának témája: tengeri navigáció számítógépes automatizálása
- 1987: radarkezelői képesítés (Gdynia)
- 2004-ben korlátozott rádiókezelői (GMDSS/ROC) képesítést szerzett (Budapest)
- 2005-ben általános rádiókezelői (GMDSS/ROC) képesítést szerzett (Budapest)
- 2010-ben nyílttengeri rádiókezelő (GMDSS/LRC) képesítést szerzett (Southampton)

### munkahelyei
- 1981–82 KPM Hajózási Felügyeletén dolgozott műszaki-nautikai felügyelőként
- 1982–89 a BME Közlekedésmérnöki Karán egyetemi adjunktusként tanított a Hajózási Főiskolai Szakon a tengerésztiszt és a tengeri kishajóvezető hallgatókat
- 1986–87 a Gdyniai Tengerészeti Egyetemen tartott radarszimulátoros kurzust
- 1989–93 a Közlekedési, Hírközlési és Vízügyi Minisztérium Hajózási Osztályán osztályvezető-helyettes, ahol a tengeri hajózással, a hajózás hatósági-jogi feltételeivel és hajózási jogszabályalkotással foglalkozott
- 1991–92 a Mahart Igazgatósági tagja, a KHVM közlekedéspolitikai képviselőjeként
- 1993–95 a NAVIGÁTOR Mérnöki Iroda vezetője volt, ahol az acéltestű motoros és vitorlás jachtok építési eljárásait kutatta, 12 különböző hajótest tervezését és építését vezette
- 1995-től a Magyar Jacht Akadémia vezető oktatója.
- 2004-től szervezi a Jacht Akadémia Kupát, amely a tengeri navigáció vitorlás versenye az Adrián.

### Hajózási gyakorlata
- 1974–1981 között kereskedelmi hajón összesen másfél évet hajózott, többek között 3,5 hónapos hajóúton vett részt a Tovariscs nevű háromárbócos barkon Ogyessza–Oslo–Ogyessza-útvonalon.
- 1986-tól önálló kapitányként tengeri kishajókon hajózik.
- hajózási területek: Duna a torkolatáig, az Adriai-, a Balti-, az Égei-, az Északi-, a Kelta-, a Fekete-, a Földközi-, a Jón-, Karib-, a Márvány-, a Sargasso-, a Tirrén-, a Ligur- és a Vörös-tengerek; a Biscayai- és a Mexikói-öböl, valamint az összes óceán.

Hajózási gyakorlata 2012. november 1-jéig:
327 hajóúton összesen 183 538 tengeri mérföldet hajózott (a Föld kerületének 8,49-szerese).

### 2000. évi Odüsszeusz expedíció
Az expedíció célkitűzése az volt, hogy a történelmi hajóutak ellenőrzési eljárásaira kidolgozott elmélet helyességét és használati módját ellenőrizze a gyakorlatban.
A 2000. évi Odüsszeusz Expedíció Odüsszeusz bolyongásainak 16 helyszínét azonosította hajózási módszerekkel.

## Közéleti tisztségei
- 1982–89 a Mahart és a BME Hajózási Főiskola Szak szakmai koordinátora
- 1989–93 az IMO Magyar Nemzeti Bizottságának titkára
- 1991–92 a Mahart igazgatósági tagja
- 1997–2002 a Tengeri Vitorlázók Egyesületének titkára
- 1999-től a Magyar Földrajzi Társaság tagja
- 2002-től a Magyar Tengeri Vitorlázók Szövetségének elnöke
- 2004-től hajózási hatósági vizsgabiztos
- 2009-től a Hajózási Akkreditált Képzőszervek Egyesülésének vezetőségi tagja

## Tankönyvek, kiadványok
- Jachtnavigáció. Budapest: Jacht Akadémia. (197 oldal) (1998)
- Interaktív oktató CD a partmenti navigációhoz. Budapest: Jacht Akadémia. (1999)
- Parthajózási példatár. Budapest: Jacht Akadémia. (98 oldal) (2002)
- Vass, T. szerkesztésében (2005) Nemzetközi Kódjelzések jachtosoknak. Budapest: Magyar Jacht Akadémia. (182 oldal)
- A partmenti hajózás tankönyve. Budapest: Magyar Jacht Akadémia. (345 oldal) (2007)
- Fedélzeti oktatási napló. Budapest: Magyar Jacht Akadémia. (38 oldal) (2008)
- Interaktív oktató CD a nyílt tengeri navigációhoz. Budapest: Jacht Akadémia. (2009)
- Partmenti rádiózás tankönyve. Budapest: Magyar Jacht Akadémia. (238 oldal) (2010)
- Nyílttengeri hajózási ismeretek példatára. Budapest: Magyar Jacht Akadémia. (78 oldal) (2011)
- Jachtnapló, Személyzeti jegyzék, Rádiónapló és Motornapló. Budapest: Jacht Akadémia. (227. oldal) (2012)

## Folyóiratcikkek
- Az égitestmagasságok mérési hibáinak kiértékelése. Viziközlekedés Archiválva 2015. június 7-i dátummal a Wayback Machine-ben,
- A Remez-diagram alkalmazása a tengeri hajózásban. Viziközlekedés,
- Vitorlázás a Seychelles-szigeteken. Hole in One, 1998/2. 22–23.
- Tisztelni kell a tengert. Aqua Magazin, 1999/1. 10–13.
- Az Adria alapvető hajózási ismeretei 1. Aqua Magazin, 1999/3 10–13.
- Az Adria. Aqua Magazin, 1999/2. 10–12.
- Tahiti vitorlásszemmel. Aqua Magazin, 1999/4. 25–27.
- Az Adria alapvető hajózási ismeretei 2. Tengerrajzi ismeretek. Aqua Magazin, 1999/4. 10–12.
- Az Adria navigációs alapismeretei 3. Aqua Magazin 1999/5. 10–12.
- Merre járt Odüsszeusz. Népszava, Szép szó melléklet 2001. február 17. 1–2.
- Merre járt Odüsszeusz? Aqua Magazin 2001/3. 43–47.
- Az Odüsszeia helyszíneinek földrajzi meghatározása és az útvonal számítógépes modellezése meteorológiai, tengerrajzi, csillagászati és hajózási ismérvek alapján[halott link]. Földrajzi közlemények,
- A 2000. Évi Odüsszeusz Expedíció. Földgömb, 2001/7,
- Homéroszi földrajz. A hipotézis Archiválva 2015. június 7-i dátummal a Wayback Machine-ben Élet és Tudomány, 2001/29. 912–918.
- Homéroszi földrajz. Trójától a lótuszevők szigetéig Archiválva 2015. június 7-i dátummal a Wayback Machine-ben. Élet és Tudomány, 2001/31. 976–979.
- Homéroszi földrajz. A Küklopszok mezején Archiválva 2015. június 7-i dátummal a Wayback Machine-ben. Élet és Tudomány, 2001/32. 1008–1011.
- Homéroszi földrajz. Vendégségben a szelek uránál Archiválva 2015. június 7-i dátummal a Wayback Machine-ben. Élet és Tudomány, 2001/34. 1072–1075.
- Homéroszi földrajz. Kirké szigetén Archiválva 2015. június 7-i dátummal a Wayback Machine-ben. Élet és Tudomány, 2001/36. 1136–1139.
- Homéroszi földrajz. Kitérő Hádész birodalmába Archiválva 2015. június 7-i dátummal a Wayback Machine-ben. Élet és Tudomány, 2001/38. 1200–1203.
- Homéroszi földrajz. Levágták Héliosz marháit Archiválva 2015. június 7-i dátummal a Wayback Machine-ben. Élet és Tudomány, 2001/40. 1264–1267.
- Homéroszi földrajz. Kalüpszótól Ithakáig: a bolyongás vége Archiválva 2015. június 7-i dátummal a Wayback Machine-ben. Élet és Tudomány, 2001/42. 1328–1331
- Odüsszeusz útvonalának hajózási elmélete. Földrajzi Kutatások 2001. A Magyar Földrajzi Konferencia absztrakt kötete, 202.
- Árapályhajózás a Csatorna-szigetek között. 1. rész Aqua, 2008. október, 56–59.
- Árapályhajózás a Csatorna-szigetek között. 2. rész Aqua, 2008/9, 62–66.
- Navigáció a tengeren 4. rész: Mire jó a számítógép a hajón, tippek, megoldások, szoftverek. Vitorlázás Magazin, 2008/5, 48–50.
- A tenger nem kér papírt, csak a tudás számít[halott link]. Aqua Magazin, 2008/10. 34–36.
- Vass, T. (2008) A tengeri képesítesekről[halott link]. Aqua Magazin, 2008/9 31–34.
- Radarhasználat 1. Hogyan működik a radar? Vitorlázás Magazin, 2008/6, 52–55.
- Navigáció a tengeren 1. Módszerek, eszközök, GPS-használat. Vitorlázás Magazin 2008/2, 42–44.
- Navigáció a tengeren 2. Mire jó a számítógép a hajón; tippek, megoldások, azoftverek. Vitorlázás Magazin, 2008/3, 42–48.
- Navigáció a tengeren 3. Szoftverek használata Vitorlázás Magazin, 2008/4. 43–46.
- Biztonság a tengeren 1. rész Archiválva 2016. március 4-i dátummal a Wayback Machine-ben Statisztikai elemzések. Aqua Magazin, 2008. április, 50–54.
- Biztonság a tengeren 2. rész. Időjárási előrejelzések. Aqua Magazin, 2008. május, 52–55.
- Vettünk egy vészjelzést.[halott link] Aqua Magazin, 2008. szeptember, 54–56.
- Automatikusan azonosítva - az AIS-rendszer. Vitorlázás Magazin, 2009/2, 40–43.
- Pozíciót a csillagokból. Vitorlázás Magazin, 2009/3, 54–57.
- Kikötői manővereket meghatározó alapfogalmak. Aqua Magazin, 2009 tél, 52–54.
- A Balatonról a tengerre. Vitorlázás Magazin, 2009/4, 52–56.
- Rádiózás a tengeren I. A rádiózás alapjai. Vitorlázás Magazin, 2009/5, 52–55.
- Rádiózás a tengeren II. Hagyományos kommunikáció a partközelben. Vitorlázás Magazin, 2009/6, 56–58.
- Rádiózás a tengeren III. Vészhelyzetikommunikáció. Vitorlázás Magazin, 2010/5, 48–50.
- Kikötői manővereket meghatározó alapfogalmak. Aqua Magazin[halott link], 2010,6 28–31.
- Rádiózás a tengeren IV. Vészhelyzeti segélykérés. Vitorlázás Magazin, 2010/1, 52–64.
- Rádiózás a tengeren V. Segélykérés - Ember a vízben . Vitorlázás Magazin, 2010/1, 56–58.
- Rádiózás a tengeren VI. Felkutatás és mentés. Vitorlázás Magazin 2010/5 60–62
- Közös nyelv. A rádiózásra vonatkozó nemzetközi előírások. Vitorlázás Magazin, 2010/5 58–61.
- Radarhasználat 2. Gyakorlati tanácsok, hajózás a tengeren. Vitorlázás Magazin, 2009/1 52–55.
- A tenger nem kér papírt . Vitorlázás Magazin 2011/1 64–67.
- Tengeri horgonyzás 1. Biztos alapon, Vitorlázás Magazin, 2011/2, 60–63.
- Horgonyzás a tengeren 2. rész Hely kiválasztás, vízmélység és a tengerfenék. 2011/3. 68–69.
- Horgonyzási tudnivalók a Balatonon Vitorlázás Magazin, 2011/4, 64–66.
- Tengeri horgonyzás 4. Felhúzás, kiszabadítás és a bójára kötés. Vitorlázás Magazin 2011/5 (56–58)
- A tenger és a paragrafusok. Vitorlázás Magazin, 2011/6 54–57.
- A kikötés rejtelmei. Vitorlázás Magazin 2012/2. 56–58.
- Úszó tárgyak veszedelme Vitorlázás Magazin, 2012/3. 60–61.
- Villám a vízen Archiválva 2013. május 12-i dátummal a Wayback Machine-ben Vitorlázás Magazin 2013/3 51–53.

## Filmek
- A 2000. évi Odüsszeusz Expedíció Archiválva 2015. június 7-i dátummal a Wayback Machine-ben 1–3. rész. A 3*27 perces filmet 2001-ben és 2002-ben vetítette a Duna TV.